# Antonio María Rouco Varela
Antonio María Rouco Varela, né le 20 août 1936 à Villalba en Espagne, est un cardinal espagnol, archevêque de Madrid de 1994 à 2014 et président à deux reprises de la conférence  épiscopale espagnole, dont il représente l'aile conservatrice.

## Biographie

### Prêtre
Après avoir étudié au séminaire de Mondoñedo et à l'université pontificale de Salamanque, Antonio María Rouco Varela est ordonné prêtre le 28 mars 1959 pour le diocèse de Salamanque en Espagne.
Après son ordination, il complète sa formation en Allemagne, obtenant un doctorat en théologie à l'université de Munich.
Il consacre l'essentiel de son ministère à la formation des prêtres, enseignant la théologie fondamentale, le droit canon en Espagne et en Allemagne. En 1972, il devient vice-recteur de l'université pontificale de Salamanque.

### Évêque
Nommé évêque auxiliaire de Saint-Jacques-de-Compostelle en Espagne le 17 septembre 1976, il est consacré le 31 octobre suivant par le cardinal Angel Suquía Goicoechea. Il est ensuite nommé archevêque de Saint-Jacques-de-Compostelle le 9 mai 1984. Il accueille le pape Jean-Paul II en 1989 dans son archidiocèse pour les IVe Journées mondiales de la jeunesse (JMJ).
Le 28 juillet 1994, il est promu au siège archiépiscopal de Madrid où il accueille Benoît XVI en 2011 pour les XXVIe JMJ. Le 28 août 2014, le pape François accepte sa démission, il aura été ainsi pendant exactement 20 ans et 1 mois, archevêque métropolitain de la capitale espagnole.
Il préside la Conférence épiscopale espagnole à deux reprises, de 1999 à 2005 puis de 2008 à 2014.

### Cardinal
Il est créé cardinal par le pape Jean-Paul II lors du consistoire du 21 février 1998 avec le titre de cardinal-prêtre de San Lorenzo in Damaso. Il participe aux conclaves de 2005 et 2013 qui élisent respectivement les papes Benoît XVI et François.
Au sein de la Curie romaine, il est membre des congrégations des évêques, pour le clergé et pour l'éducation catholique, ainsi que du Tribunal suprême de la Signature apostolique et des conseils pontificaux pour les textes législatifs, pour la culture,
«Cor unum» pour la promotion humaine et chrétienne et pour les communications sociales.
Le 20 août 2016, il atteint la limite d'âge, ce qui l'empêche de participer aux votes du conclave de 2025 (élection de Léon XIV).

## Distinctions
- Docteur honoris causa de l'Institut catholique de Paris (22 avril 2013)[2]

## Succession apostolique
Antonio María Rouco Varela a ordonné les évêques suivants :
- Cardinal Ricardo Blázquez Pérez (1988)
- Archevêque Julián Barrio Barrio (es) (1993)
- Archevêque Fidel Herráez (es) (1996)
- Évêque César Augusto Franco Martínez (es) (1996)
- Évêque Eugenio Romero Pose (de) (1997)
- Archevêque Jesús Sanz Montes (es), O.F.M. (2003)
- Évêque Gregorio Martínez Sacristán (es) (2007)
- Évêque Juan Antonio Martínez Camino, S.I. (2008)
- Évêque Alfonso Carrasco Rouco (es) (2008)
- Archevêque Carlos Escribano (es) (2010)
- Évêque José Luis del Palacio (es) (2012)